# غریب‌آباد (نوک‌آباد)
غریب‌آباد، روستایی از توابع بخش نوک‌آباد شهرستان خاش در استان سیستان و بلوچستان ایران است.

## جمعیت
این روستا در دهستان گوهرکوه قرار دارد و براساس سرشماری مرکز آمار ایران در سال ۱۳۹۵، سکنه آن کمتر از ۳ خانوار بوده‌است.